# Zeacolpus mixtus
Zeacolpus mixtus är en snäckart som beskrevs av Harold John Finlay 1930. Zeacolpus mixtus ingår i släktet Zeacolpus och familjen tornsnäckor. Inga underarter finns listade i Catalogue of Life.